# Archipini
Az Archipini a sodrómolyformák (Tortricinae) lepkealcsalád legfajgazdagabb nemzetsége.

## Származásuk, elterjedésük
A nemzetség mintegy 160 nemébe 2013-ban 1613 fajt soroltak. Fajai az egész Földön megtalálhatók; legnagyobb számban az ausztrál faunabirodalomban élnek. Egy, az állatföldrajzi egységek hierarchikus szintjeit az általunk ismertetettől eltérően kezelő felosztás szerint a fajok 7 %-a nearktikus 17 % palearktikus, 10 % neotropikus, 11 % óceániai, 14 % afrotropikus, 16 % indo-maláj és 26 % ausztrálázsiai.

## Megjelenésük, felépítésük
This group is characterized by a dagger-shaped signum with a capitulum (a small sclerotized lobe on the outer wall of the corpus bursae) in the female genitalia. Males of many Archipini have a forewing costal fold, long sensory setae on the antennae, and a brush of hair below the uncus in the male genitalia.

## Életmódjuk, élőhelyük
A fajok többsége polifág.
Ebbe a nemzetségbe sorolnak számos, közismert növénykártevőt, mint például:
- Epiphyas postvittana,
- teailonca (Homona coffearia),
- Archips argyrospila,
- almailonca (Adoxophyes orana),
- Argyrotaenia franciscana stb.

Észak-Amerikában a fenyők ismert kártevője a lucrügymoly (Choristoneura fumiferana).
The eggs of Archipini usually are deposited in masses of imbrícate rows on the foliage of the host plants.

## Rendszertani felosztásuk
A nemzetségbe az alábbi nemek tartoznak:
- Abrepagoge
- Acropolitis
- Adoxophyes
- Allodemis
- Ancyroclepsis
- Aneuxanthis
- Anisotenes
- Anthophrys
- Antiphrastis
- Aoupinieta
- Aphelia
- Aphthonocosma
- Archepandemis
- Archidemis
- Archips
- Argyrotaenia
- Aristocosma
- Arizelana
- Ascerodes
- Asteriognatha
- Atelodora
- Authomaema
- Avaria
- Balioxena
- Battalia
- Borboniella
- Borneogena
- Bradleyella
- Cacoecimorpha
- Callibryastis
- Carphomigma
- Catamacta
- Ceramea
- Chamaepsichia
- Chionothremma
- Chiraps
- Chirapsina
- Choanograptis
- Choristoneura
- Claduncaria
- Clepsis
- Cornips
- Cornuclepsis
- Cornusaccula
- Cryptoptila
- Ctenopseustis
- Cudonigera
- Daemilus
- Dentisociaria
- Diactora
- Dicellitis
- Dichelia
- Dichelopa
- Diedra
- Diplocalyptis
- Doridostoma
- Droceta
- Dynatocephala
- Ecclitica
- Egogepa
- Electraglaia
- Epalxiphora
- Epichorista
- Epichoristodes
- Epiphyas
- Exorstaenia
- Geogepa
- Gnorismoneura
- Goniotorna
- Harmologa
- Hectaphelia
- Heterochorista
- Hiceteria
- Homona
- Homonopsis
- Idolatteria
- Isochorista
- Isodemis
- Isotenes
- Leontochroma
- Leptochroptila
- Leucotenes
- Lozotaenia
- Lozotaeniodes
- Lumaria
- Meridemis
- Merophyas
- Mesocalyptis
- Metamesia
- Mictopsichia
- Neocalyptis
- Nkandla
- Nuritamburia
- Orilesa
- Panaphelix
- Pandemis
- Paradichelia
- Paramesiodes
- Pararrhaptica
- Peteliacma
- Phlebozemia
- Planostocha
- Planotortrix
- Platyhomonopsis
- Platysemaphora
- Procalyptis
- Procrica
- Pternozyga
- Ptycholoma
- Ptycholomoides
- Pyrgotis
- Raisapoana
- Rubropsichia
- Scotiophyes
- Snodgrassia
- Sorensenata
- Spheterista
- Sychnovalva
- Syndemis
- Synochoneura
- Terricula
- Terthreutis
- Thrincophora
- Tosirips
- Tremophora
- Tuckia
- Ulodemis
- Williella
- Worcesteria
- Xenothictis
- Zacorisca

## Magyarországi fajok
Hazánkból 22 nem 40 faját ismerjük (2011-es adat):
- Adoxophyes Meyrick, 1881
  - almailonca (Adoxophyes orana Fischer von Röslerstamm, 1834) — Magyarországon közönséges (Fazekas, 2001; Buschmann, 2004; Mészáros, 2005; Pastorális, 2011; Pastorális & Szeőke, 2011);
- Aphelia (Hb., 1825
  - okkersárga sodrómoly (Aphelia ferugana A. ochreana, Hb., 1793) — Magyarországon közönséges (Fazekas, 2001; Buschmann, 2004; Pastorális, 2011; Pastorális & Szeőke, 2011);
  - sápadt sodrómoly (Aphelia paleana Hb., 1793) — Magyarországon közönséges (Fazekas, 2001; Buschmann, 2004; Pastorális, 2011; Pastorális & Szeőke, 2011);
  - parlagi sodrómoly (Aphelia viburnana Denis & Schiffermüller, 1775) — Magyarországon közönséges (Fazekas, 2001; Buschmann, 2004; Pastorális, 2011; Pastorális & Szeőke, 2011);
- Archips (Hb., 1822
  - cseresznyeilonca (Archips crataegana Hb., 1799) — Magyarországon közönséges (Fazekas, 2001; Buschmann, 2004; Mészáros, 2005; Pastorális, 2011; Pastorális & Szeőke, 2011);
  - fenyő-sodrómoly (Archips oporana, A. piceana, L., 1758) — Magyarországon közönséges (Fazekas, 2001; Buschmann, 2004; Mészáros, 2005; Pastorális, 2011);
  - dudvarágó sodrómoly (Archips podana Scopoli, 1763) — Magyarországon közönséges (Fazekas, 2001; Buschmann, 2004; Mészáros, 2005; Pastorális, 2011; Pastorális & Szeőke, 2011);
  - rózsailonca (Archips rosana L., 1758) — Magyarországon közönséges (Fazekas, 2001; Buschmann, 2004; Mészáros, 2005; Pastorális, 2011; Pastorális & Szeőke, 2011);
  - kökényszövő sodrómoly (Archips xylosteana L., 1758) — Magyarországon közönséges (Fazekas, 2001; Buschmann, 2004; Mészáros, 2005; Pastorális, 2011; Pastorális & Szeőke, 2011);
- Argyrotaenia Stephens, 1852
  - ékes sodrómoly (Argyrotaenia ljungiana, A. pulchellana Thunberg, 1797) — Magyarországon közönséges (Fazekas, 2001; Buschmann, 2004; Pastorális, 2011; Pastorális & Szeőke, 2011);
- Cacoecimorpha Obraztsov, 1954
  - szegfű-sodrómoly (Cacoecimorpha pronubana Hb., 1799) — Magyarországon szórványos (Pastorális, 2011);
- Capua Stephens, 1834
  - sárgásszürke sodrómoly (Capua vulgana, C. favillaceana Frölich, 1828) — Magyarországon közönséges (Fazekas, 2001; Buschmann, 2004; Pastorális, 2011; Pastorális & Szeőke, 2011);
- Choristoneura Lederer, 1859
  - juharlevél-sodrómoly (Choristoneura diversana Hb., 1817) — Magyarországon szórványos (Pastorális, 2011);
  - mogyorós-sodrómoly (Choristoneura hebenstreitella (Ch. sorbiana, Müller, 1764) — Magyarországon közönséges (Fazekas, 2001; Buschmann, 2004; Pastorális, 2011; Pastorális & Szeőke, 2011);
  - jegenyefenyő-sodrómoly (Choristoneura murinana Hb., 1799) — Magyarországon többfelé előfordul (Pastorális, 2011);
- Clepsis Guenée, 1845
  - fagyal-sodrómoly (Clepsis consimilana Hb., 1817) — Magyarországon szórványos (Pastorális, 2011);
  - aranysárga sodrómoly (Clepsis pallidana C. strigana, Fabricius, 1776) — Magyarországon közönséges (Fazekas, 2001; Buschmann, 2004; Mészáros, 2005; Pastorális, 2011; Pastorális & Szeőke, 2011);
  - keleti sodrómoly (Clepsis rolandriana L., 1758) — Magyarországon szórványos (Pastorális, 2011);
  - fakó sodrómoly (Clepsis rurinana C. semialbana L., 1758) — Magyarországon közönséges (Fazekas, 2001; Buschmann, 2004; Pastorális, 2011; Pastorális & Szeőke, 2011);
  - rozsdás sodrómoly (Clepsis senecionana, C. helvolana Hb., 1819) — Magyarországon közönséges (Buschmann, 2004; Pastorális, 2011; Pastorális & Szeőke, 2011);
  - szalmaszínű sodrómoly (Clepsis spectrana Treitschke, 1830) — Magyarországon közönséges (Fazekas, 2001; Buschmann, 2004; Mészáros, 2005; Pastorális, 2011; Pastorális & Szeőke, 2011);
- Dichelia Guenée, 1845
  - lucfenyő-sodrómoly (Dichelia histrionana Frölich, 1828) — Magyarországon közönséges (Horváth, 1997; Buschmann, 2004; Pastorális, 2011);
- Epagoge Hb., 1825
  - bokorerdei sodrómoly (Epagoge grotiana, E. artificana Fabricius, 1781) — Magyarországon közönséges (Fazekas, 2001; Buschmann, 2004; Pastorális, 2011; Pastorális & Szeőke, 2011);
- Lozotaenia Stephens, 1829
  - turjáni sodrómoly (Lozotaenia forsterana Fabricius, 1781) — Magyarországon szórványos (Pastorális, 2011);
- Pandemis (Hb., 1825
  - kerti sodrómoly (Pandemis cerasana, P. ribeana Hb., 1786) — Magyarországon közönséges (Fazekas, 2001; Buschmann, 2004; Mészáros, 2005; Pastorális, 2011; Pastorális & Szeőke, 2011);
  - fahéjszínű sodrómoly (Pandemis cinnamomeana Treitschke, 1830) — Magyarországon szórványos (Pastorális, 2011);
  - sárga sodrómoly (Pandemis corylana Fabricius, 1794) — Magyarországon közönséges (Fazekas, 2001; Buschmann, 2004; Pastorális, 2011; Pastorális & Szeőke, 2011);
  - mocsári sodrómoly (Pandemis dumetana Treitschke, 1835) — Magyarországon közönséges (Fazekas, 2001; Buschmann, 2004; Mészáros, 2005; Pastorális, 2011; Pastorális & Szeőke, 2011);
  - ligeti sodrómoly (Pandemis heparana Denis & Schiffermüller, 1775) — Magyarországon közönséges (Fazekas, 2001; Buschmann, 2004; Mészáros, 2005; Pastorális, 2011; Pastorális & Szeőke, 2011);
- Paramesia Stephens, 1829
  - okkerszínű sodrómoly (Paramesia gnomana Clerck, 1759) — Magyarországon közönséges (Fazekas, 2001; Buschmann, 2004; Pastorális, 2011; Pastorális & Szeőke, 2011);
- Periclepsis Bradley, 1977
  - galériás sodrómoly (Periclepsis cinctana Denis & Schiffermüller, 1775) — Magyarországon közönséges (Buschmann, 2004; Pastorális, 2011; Pastorális & Szeőke, 2011);
- Philedone (Hb., 1825
  - erdei sodrómoly (Philedone gerningana Denis & Schiffermüller, 1775) — Magyarországon közönséges (Fazekas, 2001; Buschmann, 2004; Pastorális, 2011; Pastorális & Szeőke, 2011);
- Philedonides Obraztsov, 1954
  - pimpószövő sodrómoly (Philedonides lunana, P. prodromana, Thunberg, 1784) — Magyarországon többfelé előfordul (Pastorális, 2011; Pastorális & Szeőke, 2011);
  - rozsdasárga sodrómoly (Philedonides rhombicana Herrich-Schäffer, 1851) — Magyarországon sokfelé előfordul (Horváth, 1997; Pastorális, 2011);
- Pseudeulia Obraztsov, 1954
  - korai sodrómoly (Pseudeulia asinana (Hb., 1799) — Magyarországon közönséges (Fazekas, 2001; Buschmann, 2004; Pastorális, 2011; Pastorális & Szeőke, 2011);
- Pseudargyrotoza Obraztsov, 1954
  - ezüstmintás sodrómoly (Pseudargyrotoza conwagana Fabricius, 1775) — Magyarországon közönséges (Fazekas, 2001; Buschmann, 2004; Pastorális, 2011; Pastorális & Szeőke, 2011);
- Ptycholoma Stephens, 1829
  - ezüstsávos sodrómoly (Ptycholoma lecheana L., 1758) — Magyarországon közönséges (Fazekas, 2001; Buschmann, 2004; Pastorális, 2011; Pastorális & Szeőke, 2011);
- Ptycholomoides Obraztsov, 1954
  - vörösfenyő-sodrómoly (Ptycholomoides aeriferana Herrich-Schäffer, 1851) — Magyarországon közönséges (Buschmann, 2004; Pastorális, 2011);
- Syndemis Hb., 1825
  - füstös sodrómoly (Syndemis musculana Hb., 1799) — Magyarországon közönséges (Horváth, 1997; Fazekas, 2001; Buschmann, 2004; Pastorális, 2011; Pastorális & Szeőke, 2011);
- Tosirips (Razowski, 1987
  - magyar sodrómoly (Tosirips magyarus Razowski, 1987) — Magyarországon szórványos (Pastorális, 2011; Pastorális & Szeőke, 2011);